# Travessera de Gràcia
Pour les articles homonymes, voir Gracia.
La Travessera de Gràcia (traverse de Gràcia) est une rue de Barcelone. Elle traverse le district de Gràcia de part en part, ainsi que les quartiers de Sant Gervasi et de Horta. Elle joint la Place Francesc Macià à la rue de Cartagène, au pied de l'Hospital de Sant Pau.
Sa partie centrale est formée de l'ancienne route médiévale Via Francisca dont on trouve des mentions à partir de 1057. Son nom actuel date de 1932. Elle était connue avant 1867 sous le simple nom de travesera et traversait le village indépendant de Gràcia L'un des principaux marchés de la ville est situé sur cette rue, le  Mercat de l'Abaceria Central, ouvert en 1892.

## Transport
- La place est reliée à plusieurs moyens de transports :
- ligne 4 du métro de Barcelone (Joanic)
- ligne 6 du métro de Barcelone et ligne 7 du métro de Barcelone (Gràcia)
- lignes 1, 2 et 3 du tramway de Barcelone (place Francesc Macià)
- Ligne 5 du métro de Barcelone (Sant Pau | Dos de Maig)